# Mobilna policija
Mobilna policija je policija, ki patruljira na konjih ali kamelah. Njihovo delo je premično v metropolah, kjer je njihovo delo patruljiranje ali sodelovanje pri ceremonijah. Vseeno pa so zaposleni v množičnih kontrolah zaradi njihove mobilnosti in višine, še posebej v Angliji zaradi preventive pred kriminalom in strogih policijskih pravil. Višina in vidljivost konjev omogoča večji pregled policista na konju prav tako pa pomaga ljudem, prav tako pa pomaga ljudem da policista opazijo, kar pomaga pri hitrejši prijavi kriminala in pomaga ljudem da prej opazijo policista. Mobilni policisti so zaposleni za posebne dolžnosti kot so nadzor parkov in divjine, kjer bi bili policijski avtomobili preveliki in preglasni, nepraktični; pri množičnih kjer konji opazijo tiste ki delajo nered in jih predčasno izločijo iz gneče, policiste na konjih pogosto videvamo na nogometnih tekmah v Angliji. Prisotni so tudi na ulicah ponoči in podnevi. Nekatere mobilne enote so dresirane za iskanje in reševanje na območju kjer vozila nimajo dostopa.

## Zgodovina
Francoski Maréchaussée, predhodniki žandarmerije in prva nacionalna policija v sodobnem smislu, so bili od ustanovitve v začetku 18. stoletja enota, ki je bila v celoti konjeniška. Zaradi slabo urejenih poti in obsežnih podeželjskih, težko prehodnih območij, je bila policijska konjenica nujnost za vse evropske države vse do začetka 20. stoletja. Z ustanovitvijo organov kazenskega pregona v Afriki, Aziji ter v severni in Južni Ameriki v kolonialnih in postkolonialnih obdobjih se je pojav policijske konjenice kot poglavitne enote razširil po vsem svetu. Med pomembnejše primere sodijo: kraljeva kanadska policijska konjenica, mehiški "Rurales", britanska južnoafriška policija, turško-ciperski "Zepiteh" in "caballeria" konjenica španske civilne straže.

## Oprema
Oprema policijskih konjenikov je podobna opremi običajnih jahačev z nekaj posebnostmi, ki so potrebne zaradi opravljanja policijskih nalog. Za sedlanje policijskih konj se namesto sedel, narejenih iz usnja, načeloma uporabljajo sintetična sedla, saj so lažja. Na tak način se poskuša razbremeniti konja, saj so policisti v sedlu zelo dolgo, povrh vsega pa je že teža preostalih policijskih pripomočkov za konja precej obremenjujoča. Policijski konji imajo tudi posebej prirejene podkve, narejene iz posebnih kovin ali podložene z gumo. Tovrstne podkve se uporabljajo predvsem za konje, ki jih policisti jezdijo po mestu. Ježa po pločnikih z običajnimi podkvami bi namreč utegnila povzročiti drsenje. Obutev konja, ki ima gumijast podplat, tudi povzroča manj hrupa in je za konja udobnejša, saj manj obremenjuje kopito. Konji, ki se uporabljajo za obvladovanje nemirov, nosijo prozoren zaščitni vizir. Policisti pa so pogosto opremljeni s posebno dolgimi lesenimi ali poli-karbonatnimi palicami za uporabo na konju, saj bi s standardnimi patruljnimi palicami težko dosegli posameznike na tleh.

## registrirane enote
NOVI JUŽNI WALES MOBILNA ENOTA
Novi Južni Wales je mobilna enota Novi Južni Wales policije in najstarejša še obstoječa mobilna enota na svetu. Njihove naloge vključujejo prometno in množično varovanje in protokolarne dolžnosti. Konji, ki jih policisti konjeniki uporabljajo, na splošno vključujejo različne pasme, vključno z višjimi konji kot so warm bloods, draft horses in Clydesdale crosses. Zgodovinsko so konje podarili oddelku, in bivši dirkalni konji so bili vključeni v donacijo. Naloge vključujejo upravljanje prometa in gneče. Trenutno ima mobilna enota novega južnega Walesa moč 36 policistov in okoli 38 nosilcev. Enota trenutno obsega 75% samic, in sedanja vodja je ženska.
KRALJEVA KANADSKA MOBILNA ENOTA
Dobro poznana mobilna enota je kanadska kraljeva enota policije, čeprav konji niso več operativci, so pa še vedno prisotni na glasbenih dogodkih v nekaterih kanadskih provincah.
KRALJEVA OMANSKA POLICIJA
Kraljeva omanska policija uporablja za svoje delo konje in kamele.
AMERIŠKA MEJNA POLICIJA
Ameriška mejna policija je imela leta 2005 okrog 200 konj. Večina jih je zaposlenih na meji med Ameriko in Mehiko. V Arizoni so konji hranjeni s posebnimi briketi zaradi pomanjkanja naravnih nasadov.Tako zagotovijo nemoteno delo policistov.
AMERIŠKA MESTA
Veliko mest v Ameriki ima mobilne enote tako na primer in imajo na primer v New Yorku največjo ta šteje 79 policistov in 60 konj, število mobilnih enot so leta 2011 zmanjšali ali ukinili, na primer enoti v Bostonu in San Diegu sta bili tistega leta ukinjeni, medtem ko so v New Yorku zmanjšali enoto iz 130 policistov in 125 konjev na 79 policistov in 60 konjev. Philadelphijska mobilna enota je bila leta 2004 ukinjena ampak ponovno vzpostavljena 2011 s 4 konji iz Newarske ukinjene enote. Teksaška mobilna enota pa je znova zaradi odločitve in sicer da bodo naturalizirali konjsko dieto in ne bodo policisti jahali bosi.

## Pomembnejše sodobne policijske konjeniške enote
- Metropolitanska policijska konjeniška enota (Metropolitan Police Mounted Branch)
- Konjeniška enota policije New South Wales-a (New South Wales Mounted Police)
- Kraljeva kanadska policijska konjenica (Royal Canadian Mounted Police)
- Kraljeva policija Omana (Royal Oman Police)
- Ameriška mejna policija (US Border Patrol)